# Lekkoatletyka na Letnich Igrzyskach Olimpijskich 1956 – bieg na 5000 m mężczyzn
Bieg na 5000 metrów mężczyzn podczas XVI Letnich Igrzysk Olimpijskich w Melbourne rozegrano 26 (eliminacje) i 28 listopada 1956 (finał) na stadionie Melbourne Cricket Ground. Zwycięzcą został reprezentant Związku Radzieckiego Wołodymyr Kuc, który na tych igrzyskach zwyciężył również w biegu na 10 000 metrów.  W finale ustanowił rekord olimpijski z czasem 13:39,6.

## Rekordy

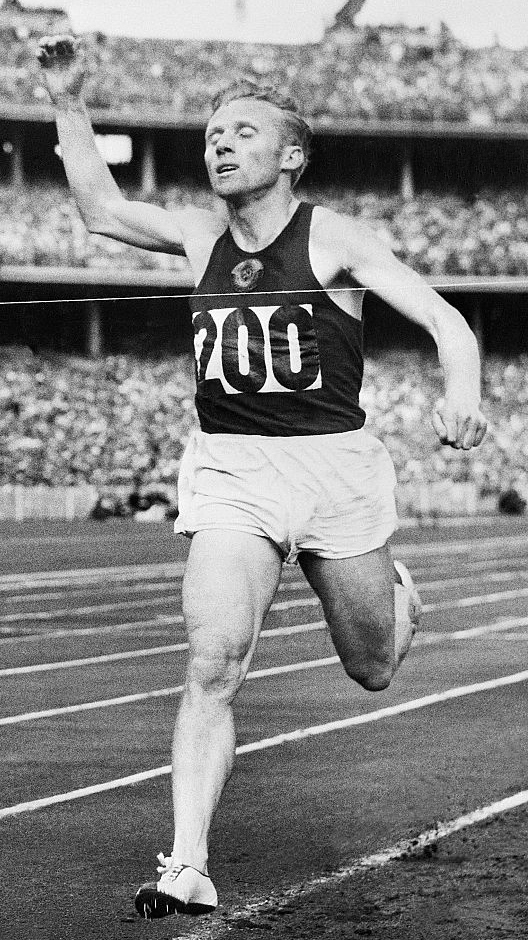
Wołodymyr Kuc

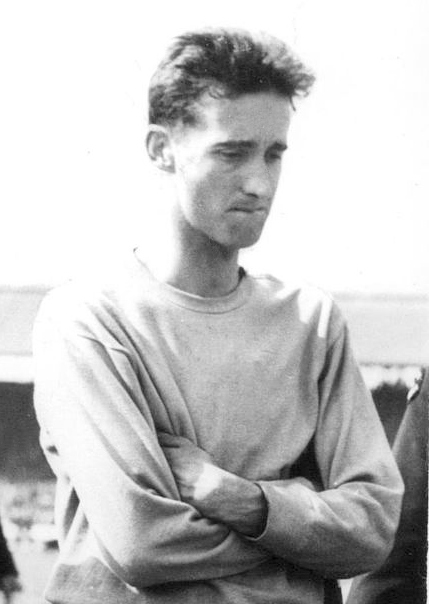
Gordon Pirie

|                   | Zawodnik     | Narodowość      | Czas    | Data                 | Miejsce  |
| ----------------- | ------------ | --------------- | ------- | -------------------- | -------- |
| Rekord świata     | Gordon Pirie | Wielka Brytania | 13:36,8 | 19 czerwca 1956(dts) | Bergen   |
| Rekord olimpijski | Emil Zátopek | Czechosłowacja  | 14:06,6 | 24 lipca 1952(dts)   | Helsinki |

## Wyniki
| Poz. - pozycja |
| – rekord świata \| – rekord krajowy \| – rekord życiowy \| = – wyrównany rekord życiowy \| · – najlepszy wynik w sezonie \| = – wyrównany najlepszy wynik w sezonie \| – rekord olimpijski |
| Fn – falstart \| DNF – nie ukończył \| DNS – nie wystartował \| DSQ – zdyskwalifikowany |

### Eliminacje
Rozegrano trzy biegi eliminacyjne. Do finału awansowało po pięciu najlepszych zawodników z każdego biegu (Q).

#### Bieg 1
| Poz. | Zawodnik           | Narodowość        | Rezultat | Uwagi |
| ---- | ------------------ | ----------------- | -------- | ----- |
| 1    | Gordon Pirie       | Wielka Brytania   | 14:25,69 | Q     |
| 2    | Veliša Mugoša      | Jugosławia        | 14:25,71 | Q     |
| 3    | William Dellinger  | Stany Zjednoczone | 14:26,92 | Q     |
| 4    | Piotr Bołotnikow   | ZSRR              | 14:28,17 | Q     |
| 5    | Thyge Thøgersen    | Dania             | 14:29,34 | Q     |
| 6    | Arere Anentia      | Kolonia Kenii     | 14:37,30 |       |
| 7    | Rune Åhlund        | Szwecja           | 15:12,0  |       |
| –    | Kazimierz Zimny    | Polska            | DNF      |       |
| –    | Siegfried Herrmann | Niemcy            | DNS      |       |
| –    | József Kovács      | Węgry             | DNS      |       |
| –    | John Landy         | Australia         | DNS      |       |

#### Bieg 2
| Poz. | Zawodnik              | Narodowość        | Rezultat | Uwagi |
| ---- | --------------------- | ----------------- | -------- | ----- |
| 1    | Allan Lawrence        | Australia         | 14:14,67 | Q     |
| 2    | Wołodymyr Kuc         | ZSRR              | 14:15,47 | Q     |
| 3    | László Tábori         | Węgry             | 14:18,75 | Q     |
| 4    | Derek Ibbotson        | Wielka Brytania   | 14:18,78 | Q     |
| 5    | Herbert Schade        | Niemcy            | 14:19,25 | Q     |
| 6    | Ilmari Taipale        | Finlandia         | 14:24,2  |       |
| 7    | Curt Stone            | Stany Zjednoczone | 14:52,0  |       |
| 8    | Doug Kyle             | Kanada            | 14:59,0  |       |
| –    | Ali Baghbanbashi      | Iran              | DNS      |       |
| –    | Zdzisław Krzyszkowiak | Polska            | DNS      |       |
| –    | Ernst Larsen          | Norwegia          | DNS      |       |

#### Bieg 3
| Poz. | Zawodnik             | Narodowość        | Rezultat | Uwagi |
| ---- | -------------------- | ----------------- | -------- | ----- |
| 1    | Albie Thomas         | Australia         | 14:14,41 | Q     |
| 2    | Nyandika Maiyoro     | Kolonia Kenii     | 14:29,59 | Q     |
| 3    | Iwan Czerniawski     | ZSRR              | 14:32,49 | Q     |
| 4    | Miklós Szabó         | Węgry             | 14:32,83 | Q     |
| 5    | Christopher Chataway | Wielka Brytania   | 14:32,87 | Q     |
| 6    | Friedrich Janke      | Niemcy            | 14:40,89 |       |
| 7    | Jerzy Chromik        | Polska            | 14:51,4  |       |
| –    | Demissie Gamatcho    | Etiopia           | DNS      |       |
| –    | Alain Mimoun         | Francja           | DNS      |       |
| –    | Jeorjos Pepawasileju | Grecja            | DNS      |       |
| –    | Max Truex            | Stany Zjednoczone | DNS      |       |
| –    | Emil Zátopek         | Czechosłowacja    | DNS      |       |

### Finał
| Poz. | Zawodnik             | Narodowość        | Rezultat | Uwagi |
| ---- | -------------------- | ----------------- | -------- | ----- |
| 1    | Wołodymyr Kuc        | ZSRR              | 13:39,86 | [ 1 ] |
| 2    | Gordon Pirie         | Wielka Brytania   | 13:50,78 |       |
| 3    | Derek Ibbotson       | Wielka Brytania   | 13:54,60 |       |
| 4    | Miklós Szabó         | Węgry             | 14:03,38 |       |
| 5    | Albie Thomas         | Australia         | 14:05,03 |       |
| 6    | László Tábori        | Węgry             | 14:09,99 |       |
| 7    | Nyandika Maiyoro     | Kolonia Kenii     | 14:18,99 |       |
| 8    | Thyge Thøgersen      | Dania             | 14:21,81 |       |
| 9    | Piotr Bołotnikow     | ZSRR              | 14:22,63 |       |
| 10   | Iwan Czerniawski     | ZSRR              | 14:22,67 |       |
| 11   | Christopher Chataway | Wielka Brytania   | 14:28,63 |       |
| 12   | Herbert Schade       | Niemcy            | 14:31,90 |       |
| –    | William Dellinger    | Stany Zjednoczone | DNF      |       |
| –    | Veliša Mugoša        | Jugosławia        | DNF      |       |
| –    | Allan Lawrence       | Australia         | DNS      |       |